# TT103
La tombe thébaine TT 103 est située dans la vallée des Nobles à Cheikh Abd el-Gournah, dans la nécropole thébaine, sur la rive ouest du Nil, face à Louxor en Égypte.
C'est la sépulture de Dagi, vizir durant le règne de Montouhotep II (XIe dynastie).

## Description
Des reliefs, seuls de petits fragments ont été retrouvés, alors qu'il existe des restes substantiels de peintures. Dans la décoration de la tombe, Dagi apparaît avec le titre de vizir. On a également retrouvé dans la tombe son sarcophage décoré (aujourd'hui au Musée égyptien du Caire) sur lequel il apparaît avec le titre de « Surveillant de la porte ». Il s'agissait de sa fonction, très probablement avant qu'il ne devienne vizir.

Tombe TT103 de Dagi
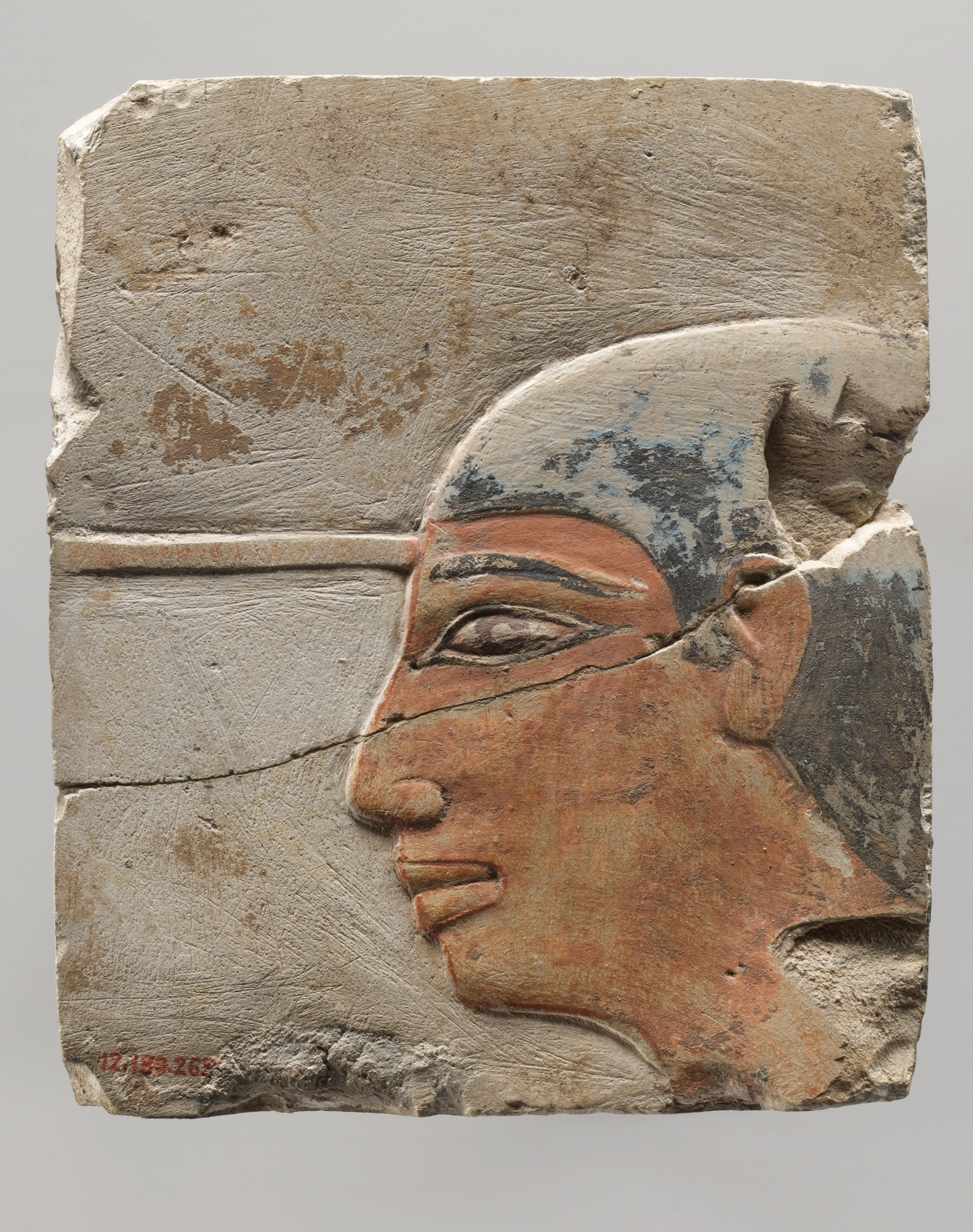
Fragment de relief peint, actuellement au MET.
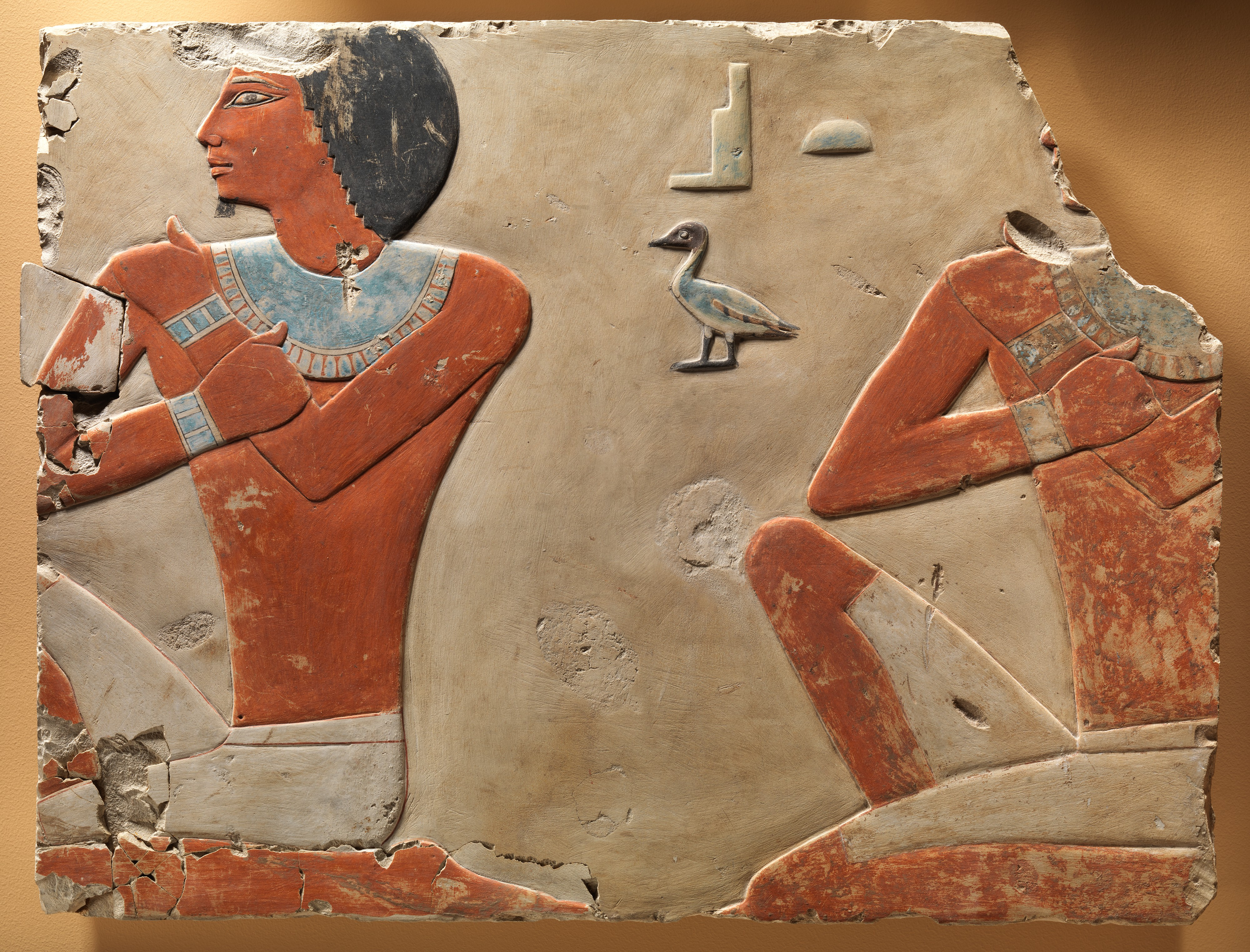
Fragment d'un relief représentant deux fonctionnaires ou fils de Dagi en position agenouillée.
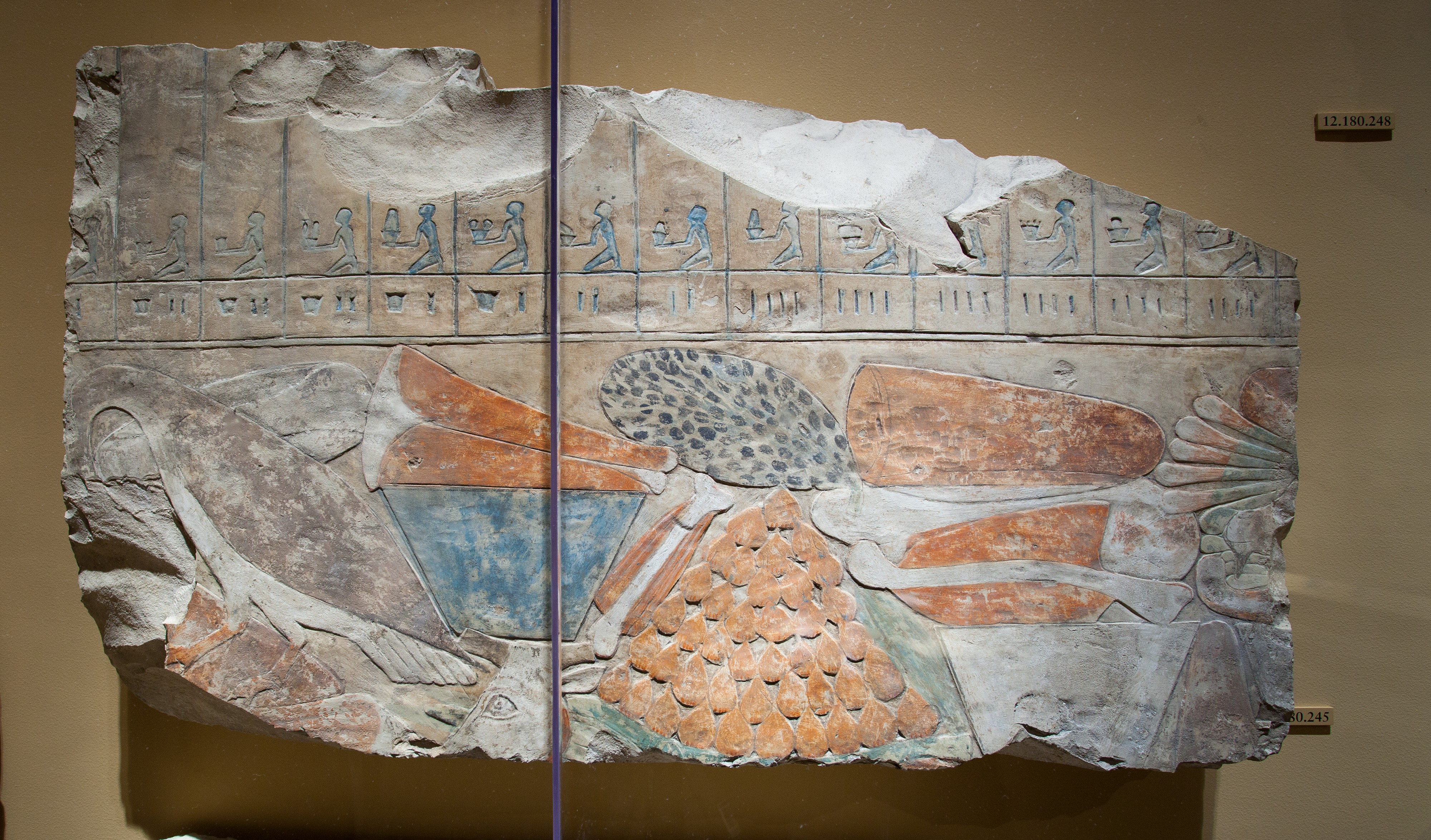
Fragment d'un relief représentant une pile d'offrandes et une partie d'une liste d'offrandes.